# 食物過敏
食物過敏是免疫系統對食物異常的反應。食物過敏的症狀與徵候可輕可重包括發癢、舌頭腫大、嘔吐、腹瀉、蕁麻疹、呼吸困難到低血壓等等。輕微程度者會有嘴唇或面部腫脹、蕁麻疹、氣管收窄或抽搐、嘔吐、肚痛或肚瀉等，嚴重者會有生命危險，可能會突然猝死。一般食物過敏的症狀會在進食後數分到數小時甚至數天後發作。當過敏症狀嚴重時即稱之為全身性過敏反應。對食物的不耐反應（如乳糖不耐症等）與食物中毒與食物過敏是不同的。

## 原因
經常引起過敏的食物有麥、牛奶、花生（花生过敏）、蠶豆(蠺豆症)、蛋、堅果（樹堅果過敏）、貝類或海鮮，它們引起過敏的比率在各國有所不同。危險因子包括過敏家族史、維生素D缺乏、肥胖及過度乾淨的環境。

## 機制
人體免疫系統成員之一的免疫球蛋白E與食物分子結合是產生食物過敏的機制，而食物中的蛋白質是最有機會引起反應的。這樣的反應會促進身體分泌發炎性化學物質，例如組織胺。

## 診斷
診斷的依據包括病史、脫敏食譜、皮膚敏感試驗、食物特異性抗體血液檢測、口服激發測驗。

## 预防、治疗及预后
在年紀較小時就接觸過敏原可能產生保護效果。過敏對策則主要包括避免食用可能會引起過敏的食物，並隨時對過敏反應有所準備。所謂的準備措施可能包括施打腎上腺素，以及在身上配戴記載過敏原與情形的標記或掛牌。針對食物過敏的過敏原免疫療法目前尚未有明確的證據支持，因此也不是建議的治療方式。一般而言，鸡蛋、牛奶、小麦、黄豆过敏，大部分可以在学龄前减缓；而花生、坚果、甲殼類过敏，较易持续至成人。

## 流行病學
在已開發國家中有4到8%的人至少對一種食物過敏。食物過敏在孩童身上較為常見，近年來的發生率則有上升的趨勢。男孩相較於女孩更容易有食物過敏的問題。有些食物過敏多在童年發生，有些一般會在年紀較大才出現。在已開發國家，很多人相信自己對某些食物過敏，即使事實上並非如此。